# Story In New York
《Story In New York》는 SG 워너비의 4.5집 앨범이다. 2007년 11월 26일 발매했다. 4집 앨범인 The Sentimental Chord가 나온 후에 '베스트 앨범'으로 낸 비정규 앨범으로 앨범 제목처럼 실제 뉴욕에 가서 찍은 앨범이라고 한다. 비록 비정규 앨범이나 70,000장 이상이 팔리는 큰 인기를 얻었고 앨범에는 리메이크곡과 정규 앨범곡 등 몇 곡이 포함되어 있기도 하다.
초판에서 김용준의 이름이 Park, YongJun으로 표기되고, 채동하의 이름이 Che, DongHa로 표기되는 실수가 있었다.

## 대표곡

### 세글자
- 원래 이 곡은 2005년에 M to M이 루루공주의 OST로 부른 곡을 리메이크한 곡으로 SG 워너비만의 느낌을 살려낸 곡이기도 하다.

### 첫눈
- 4.5집의 타이틀곡이다. 채동하의 애절한 표현력을 느낄 수 있게 되는 곡이다.

### 크리스마스 이야기
- 크리스마스에 연인과 함께 듣기 좋은 감미로운 발라드이다.

## 트랙 리스트
1. 첫눈 - 5:46
2. 들어주세요 - 4:22
3. 크리스마스 이야기 - 3:02
4. 한여름날의 꿈 - 4:18
5. 세글자 - 4:10
6. 하지만 - 4:00
7. 그래도 - 4:18
8. Holiday (원곡: 사랑아 잘가) - 5:19
9. 사랑한다 말해줘 - 4:16
10. 은 - 4:14
11. 가시리 - 4:06
12. 지상에서 영원으로 - 4:07